# Instituto Sedes Sapientiae
O Instituto Sedes Sapientiae, localizado na região de Perdizes, em São Paulo, é um centro multidisciplinar sem fins lucrativos, reconhecido como um grande polo do estudo sobre saúde mental, educação e filosofia, tendo como como principal compromisso uma responsabilidade social de construir uma sociedade baseada nos princípios da solidariedade e da justiça social.[carece de fontes?][parcial?]
O Instituto possui atualmente mais de 200 professores, 150 terapeutas e 40 funcionários administrativos atuando nos departamentos de Arte Terapia, Psicanálise, Formação em Psicanálise, Psicanálise da Criança, Psicodrama, Psicopedagogia e Gestalt Terapia; nos centros de Filosofia (Cefis), Educação Popular (Cepis), Educação de Adultos (Cida Romano) e Centro de Referência às Vítimas de Violência (CNRVV); na Clínica, no núcleo de referência em Psicose (NRP); nos 30 cursos de especialização, aperfeiçoamento e mais de 30 de expansão. A sede ocupa um área de 3.500 m², com 112 salas destinadas à realização de cursos, conferências, reuniões, atendimento psicológico e serviço administrativo, além de dois anfiteatros, biblioteca e estacionamento. O prédio está tombado pelo Condephaat.
Um de seus departamentos era o Departamento Formação em Psicanálise, em que visava a formação de psicanalistas. Os estudantes buscavam por um espaço em que se sentiriam mais livres a seguirem seus caminhos, que favorecesse os estudos, as pesquisas, os trabalhos e as produções. Mantém-se comprometido com os mesmo valores e objetivos de antigamente, entretanto adquiriu suas próprias características.

## História
O Instituto Superior de Filosofia, Ciências e Letras Sedes Sapientiæ foi criado em 1977, em São Paulo, por iniciativa da educadora e doutora em Psicologia pela Pontifícia Universidade Católica de São Paulo (PUC/SP) brasileira, Madre Cristina (nome civil: Célia Sodré Dória), formada em pedagogia em 1940, religiosa da Congregação de Nossa Senhora – Cônegas de Sto. Agostinho. Era mantido pelas Cônegas de Santo Agostinho, religiosas que atuavam na educação de moças da elite paulistana desde 1907, com o Colégio Des Oiseaux. É uma instituição sem fins lucrativos, vinculada juridicamente à Associação Instrutora da Juventude Feminina. Desenvolve seus trabalhos a partir dos recursos provenientes de cursos, parcerias e financiamento, tanto a nível nacional quanto internacional.
A Carta de Princípios do Instituto, elaborada em 1978, se compromete “em pautar suas atividades pelas linhas fundamentais que consagram o homem como princípio; a realidade social brasileira como campo de trabalho; o exercício da defesa dos direitos humanos como método e a libertação como fim”, assumindo “sua parcela de responsabilidade na transformação qualitativa da realidade social, estimulando todos os valores que acelerem o processo histórico no sentido da justiça social, democracia, respeito aos direitos da pessoa humana.”
Durante a ditadura militar, o Sedes Sapientiae tornou-se um espaço de resistência política, acolhendo perseguidos e organizando reuniões e encontros. A Clínica do Testemunho configura atualmente um serviço de reparação psicológica aos afetados pela ditadura.
É através de fóruns, seminários, debates, grupos de estudos e publicações que o Sedes achou um meio de manter ativa a ideia e o interesse da sociedade em conversas sobre temas polêmicos, porém inovadores e de grande importância, que abordam temas como saúde mental e educação, na busca por um modelo que trate cada indivíduo como singular em um mundo em constante mudança e que procure novas formas de lidar e trabalhar cada vez melhor com a realidade, sendo essa uma das metas do Instituto e de cada pessoa que ali trabalha.

## Cursos
O Instituto Sedes Sapientiae, em São Paulo, dispõe de diversos cursos credenciados pelo Conselho Federal de Psicologia (CFP), que já possuem mais de 1 mil alunos como, os de especialização (Arteterapia, Psicanálise, Psicopedagogia etc), aperfeiçoamento (Atenção Grupal à Infância, Gerontologia Social, Arte do Movimento, Psicologia Clínica e Antroposofia entre outros) e expansão cultural (A Família no Judiciário, A Imagem que Cura, A Trama da Obesidade, Leituras Psicanalíticas do Brincar etc), tendo duração de no mínimo três meses, que são os cursos de expansão, os quais visam o desenvolvimento interpessoal do indivíduo, até quatro anos, no caso dos cursos que intensificam mais os estudos e especializam os alunos. Alguns cursos são voltados a prática clínica oferecendo a oportunidade de estágios supervisionados (realizados na instituição). Recentemente passou a oferecer supervisões nas áreas, organizacional, psicologia do esporte e análise institucional, orientação profissional em psicopedagogia e arte terapia. De uma forma geral, os cursos possuem enfoque a profissionais interessados em capacitação nas áreas de saúde mental, filosofia e educação.